# ثويني بن سعيد بن سلطان
ثويني بن سعيد بن سلطان البوسعيدي (1819-1866) سلطان عُمان وسادس ائمة الأسرة البوسعيدية، تولى الإمامة في 14 أكتوبر 1856 وحتى مقتله في 11 فبراير 1866.
ولد الإمام ثويني في مسقط. تدرب على شؤون الحكم في حياة أبيه السلطان سعيد بن سلطان، إذ كان ينوب عنه في حكم مسقط منذ عام 1249هـ (1833م) عندما يكون السلطان سعيد في زنجبار.
يُقسم بعض المؤرخين حكم السلطان ثويني إلى ثلاث فترات بناءً على أبرز الأحداث التاريخية المرتبطة به؛ فالفترة الأولى الممتدة من عام 1256إلى عام 1273هـ (1840-1856م) هي أكثر الفترات التي تولى فيها الحكم على عُمان نيابة عن والده، والفترة الثانية 1273-1278هـ (1856-1861م) فقد عمل على ضم زنجبار التي كانت في حكم أخيه ماجد بن سعيد إلى ممتلكاته، أما الفترة الثالثة 1278-1282هـ (1861-1865م) فقد ركز فيها نفوذه وسلطته على مسقط.
تعد الفترة الثانية من أصعب المراحل في تاريخ عُمان؛ إذ برز نزاع بين السلطان ثويني في عُمان وأخاه السلطان ماجد في زنجبار، فتدخلت بريطانيا في النزاع وشكلت بعثة برئاسة كوجلان لتقصي حقائق النزاع وأسبابه، فزار کوجلان مسقط وزنجبار لسماع وجهات نظر الطرفين، ثم قدم توصياته بضرورة تقسيم الدولة العُمانية إلى قسمين: قسم آسيوي يحكمه السلطان ثويني، وآخر إفريقي يحكمه السلطان ماجد.
واجه السلطان ثويني في حكمه كذلك مشكلة بندرعباس الذي كان تحت سيطرة الحكم العُماني؛ وانتهى به الأمر لعقد معاهدة مع الحاكم الفارسي أنهى في مضمونها السلطة العُمانية على البندر، كما ثار عليه أخوه تركي بن سعيد عام 1278هـ (1861م) احتجاجا على قرار التقسيم، وتمردت عليه الرستاق بزعامة قيس بن عزان وانتهى الأمر بمقتل قيس، ثم ظهرت نزاعات أخرى في مناطق مختلفة من عُمان ، حاول السلطان ثويني القضاء عليها وفرض سيطرته غير أنه توفي يوم 27 رمضان 1282هـ ( 13 فبراير 1866م ).
| المناصب السياسية   | المناصب السياسية       | المناصب السياسية           |
| ------------------ | ---------------------- | -------------------------- |
| سبقه سعيد بن سلطان | سلطان عمان ‏(1856-1866) | تبعه سالم بن ثويني بن سعيد |